# Rhythms of Resistance

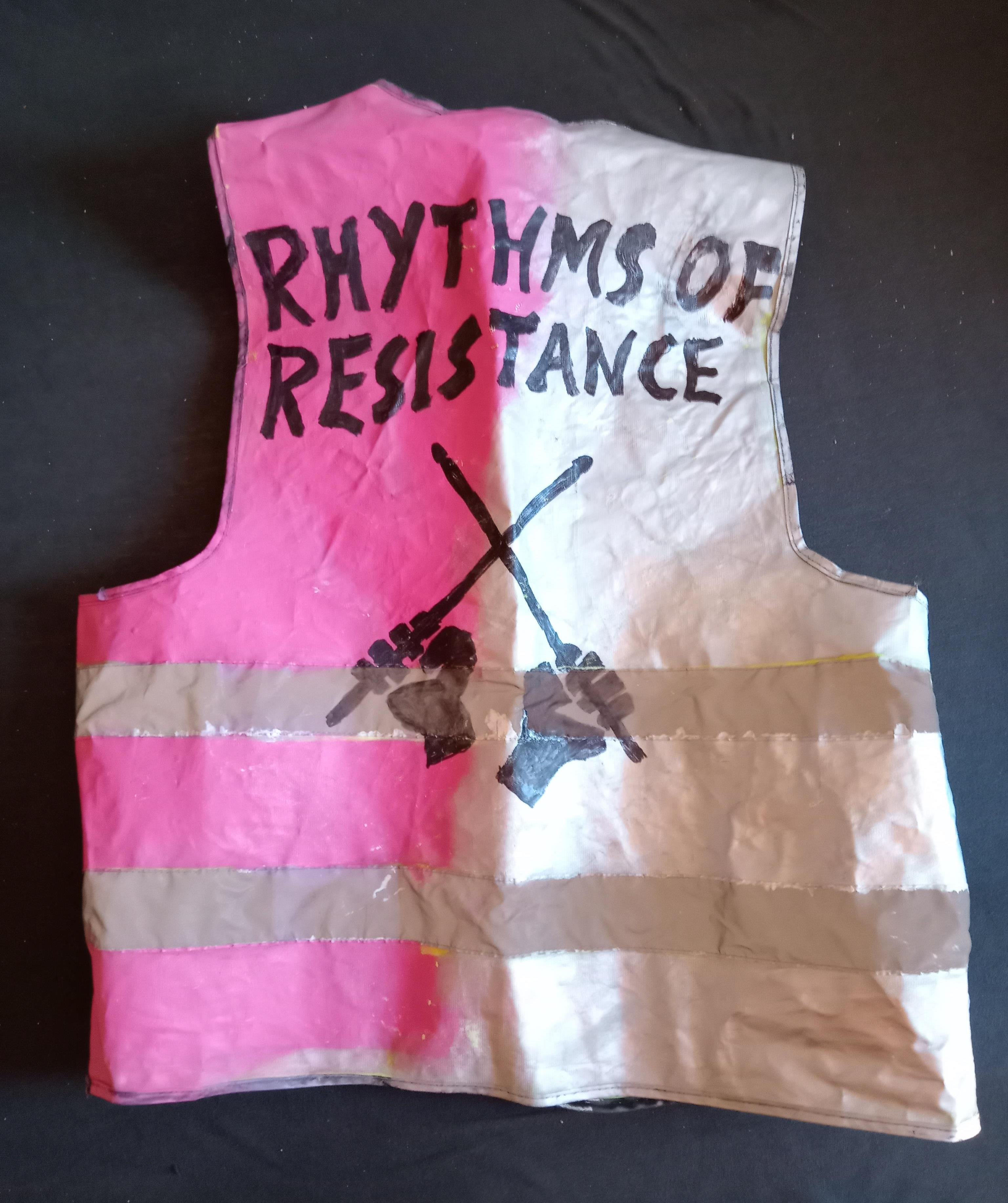
Selbst gestaltete Bekleidung (Warnweste) in den Farben Pink und Silber

Rhythms of Resistance, kurz: RoR, ist ein internationales Netzwerk von Trommelgruppen, die vorwiegend auf Aktionen und Demonstrationen spielen, die dem Spektrum kapitalismuskritischer Gruppierungen zuzurechnen sind.
Seit der Gründung von RoR London im Jahr 2000 bildeten sich weltweit eine Vielzahl von Bands. Stand 2025 sind über 80 Bands in ganz Europa und darüber hinaus aktiv.
Der Name „Rhythms of Resistance“ bezieht sich auf die Ursprünge afrikanischer Musik, die mit Sklaven, Seefahrern und Händlern von Ostafrika nach Lateinamerika und speziell Brasilien eingeführt wurden, und wurde speziell vom Buchtitel „Rhythms of Resistance: African Musical Heritage in Brazil“ von Peter Fryer übernommen.
Die RoR-Bands werden häufig als Samba-Bands bezeichnet, da überwiegend die gleichen Instrumente verwendet werden. Die Selbstbeschreibung ist „Aktivistische Perkussion Band“.

## Geschichte
Die erste Rhythms of Resistance-Band wurde 2000 in London im Rahmen der Reclaim-the-Streets-Proteste gegründet.
Eine weitere Rhythms of Resistance-Band wurde im September 2000 in Prag gegründet, anlässlich der Proteste gegen den IWF-Jahresgipfel 2000. In der Demonstration mit mehreren zehntausend Teilnehmenden nahm RoR als rosa-silberner „Karnevalsblock“ teil.
In Amsterdam gründete sich eine RoR-Band im November 2000 im Zuge der Proteste anlässlich der Cop 6 Climate Conference.
Von da an entstanden mit der Bewegung gegen die kapitalistische Globalisierung eine Vielzahl weiterer Gruppen. Mittlerweile sind Bands in vielen Städten in Europa und auch im Rest der Welt vertreten.
Rhythms of Resistance ließ sich teilweise von den „blocos-afros“-Bands (z. B. Olodum oder Ilê Aiyê) inspirieren, die Mitte der 1970er Jahre in Salvadore in der brasilianischen Region Bahia entstanden. Diese Bands wurden als Ausdruck des schwarzen Bewusstseins gegründet, im Gegensatz zu einer Militärdiktatur, die jede „kulturelle“ Gruppe als potenziell „kommunistisch“ betrachtete und unterdrückte.
Es gab in vergangenen Jahren (mit Corona-Pause) Treffen des Netzwerks unter der Bezeichnung TNM (Trans national meeting).
In Deutschland gibt es 25–30 RoR-Gruppen in verschiedenen Städten, von Augsburg bis Kiel. Die Musikgruppen sind häufig an Universitäten angeschlossen (z. B. Allgemeiner Studierendenausschuss (AStA)) oder haben vereinsähnliche Strukturen mit festen Mitgliedern und Übungszeiten.
RoR-Bands spielen auch auf antifaschistischen Demonstrationen. Im Bundestagswahlkampf 2025 unterstützen RoR-Bands in vielen Städten die Versammlungen.
Extinction Rebellion (XR) bildet ebenfalls ein Netzwerk aus aktivistischen Trommelgruppen; die erste Gruppe wurde 2018 gegründet, sie sind in Deutschland als "Protest Drummers Germany" organisiert. Die Gruppen orientieren sich am "Rhythms of Resistance"-Netzwerk (RoR).

## Wesentliche Elemente
Alle RoR-Gruppen teilen folgende Grundannahmen:
Rhythms of Resistance ist ein transnationales, antihierarchisches, antikapitalistisches, antisexistisches und antirassistisches Netzwerk verschiedener Gruppierungen, die gemeinsam weltweit für soziale und ökologische Gerechtigkeit kämpfen. Perkussion wird als Grundlage für Aktionen eingesetzt, um auf friedlich-spielerische Art zu demonstrieren. Damit wird ein ähnlicher Effekt erzielt wie bei Demonstrationsteilnahmen der „Clown Army“.
Das RoR-Netzwerk besteht aus unterschiedlichen Bands, die sich unter dem Dach RoR verbinden und in vorwiegend dezentralisierter Weise arbeiten und agieren. Darüber hinaus gibt es gemeinsamen Austausch, gemeinsame Mitwirkung und Zusammenarbeit auf kollektiver Ebene. Begünstigt wird dies durch die weltweit identisch verwendeten Tunes (Melodien) und Handzeichen (Signs), so dass ein Mitspielen in Gruppen anderer Städte einfach möglich ist und verschiedene Gruppen spontan zusammenspielen können. Darüber hinaus ermöglicht das einfache System von Tunes, die anhand von Merksprüchen verinnerlicht werden können, einen niedrigschwelligen Einstieg in das Trommeln auch ohne besondere musikalische Vorkenntnisse.
Die RoR-Website stellt einen Player für alle Tunes zur Verfügung. Mit diesem sind auch Eigenkompositionen möglich. Außerdem verfügt RoR über einen eigenen Videokanal mit Videos von Auftritten, Proben und mit Erklärvideos.
Einige Musikstücke des RoR-Repertoires stehen in der Diskussion, da sie als „kulturelle Aneignung“ betrachtet werden.
Instrumente und Bekleidung für die Auftritte werden häufig nach dem Do-it-yourself-Prinzip selbst hergestellt. Die Website des Netzwerks bietet dafür Anleitungen.
Einige Gruppen haben ergänzend eigene Tänze choreografiert.
Das Logo des Netzwerks besteht aus einem Schlagzeug-Stick, der von einer Faust gehalten wird. Oft doppelt, rechte und linke Faust, mit je einem Stick zu einem X geformt.

## Instrumente

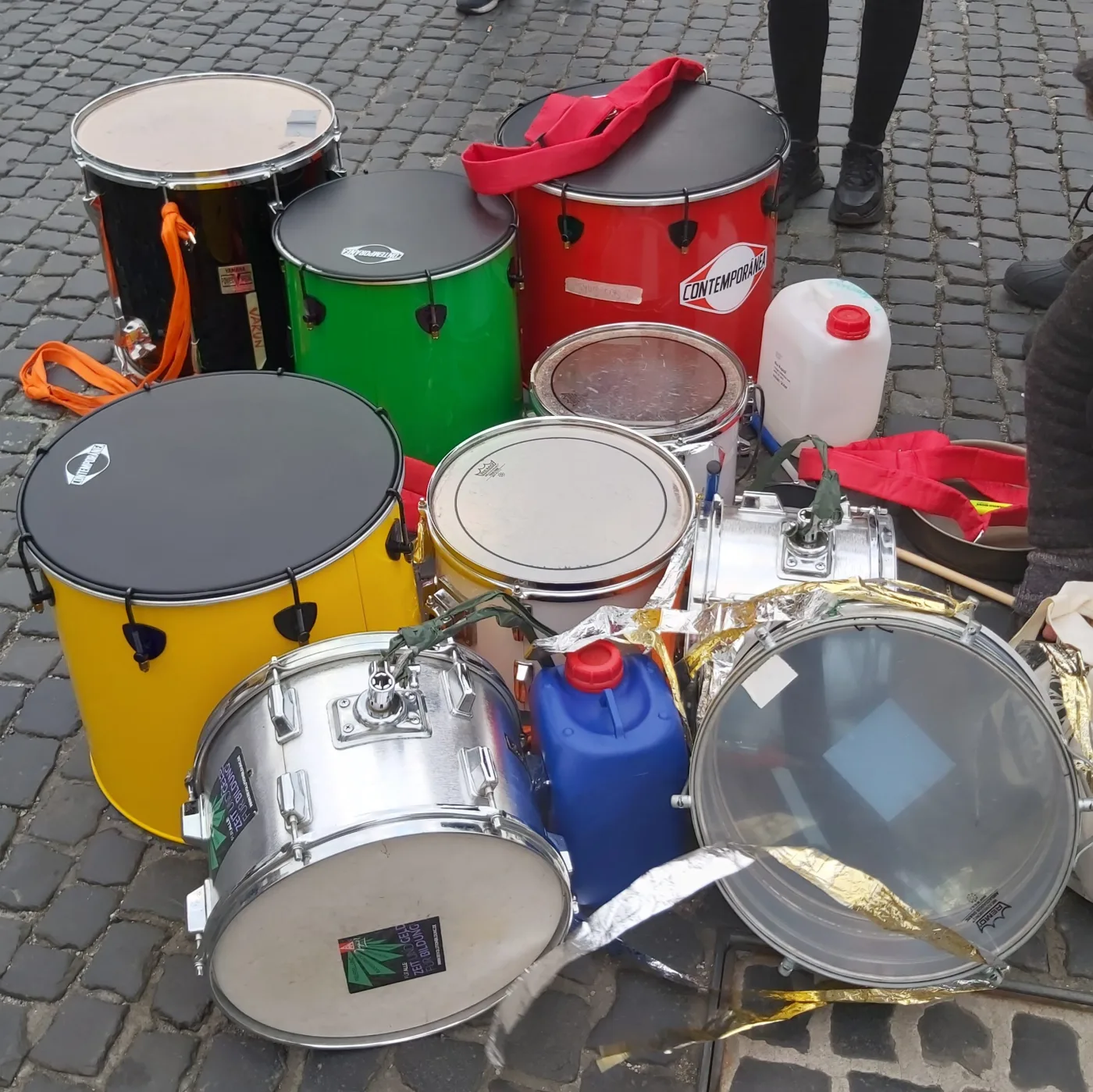
Surdos, TomToms und Wasserkanister als Instrumente

### Tamborim
Das Tamborim ist eine kleine Trommel ohne Resonanzkörper aus der brasilianischen Sambapercussion. Es ist nicht zu verwechseln mit dem weiter verbreiteten Tamburin. Die Töne werden mit einem leichten Holzstock (z. B. Schlagzeug-Stick) oder mit einer Plastikpeitsche (baqueta) erzeugt.

### Agogô
Agogô oder Agogo ist ein Aufschlagidiophon, das aus zwei, über einen Bügel miteinander verbundenen, länglich-kegelförmigen Metallglocken ohne Klöppel besteht. Die agogô wird mit einem Stab aus Holz (z. B. Schlagzeug-Stick), seltener auch aus Metall, angeschlagen.

### Shaker (Chocalho/rocar)

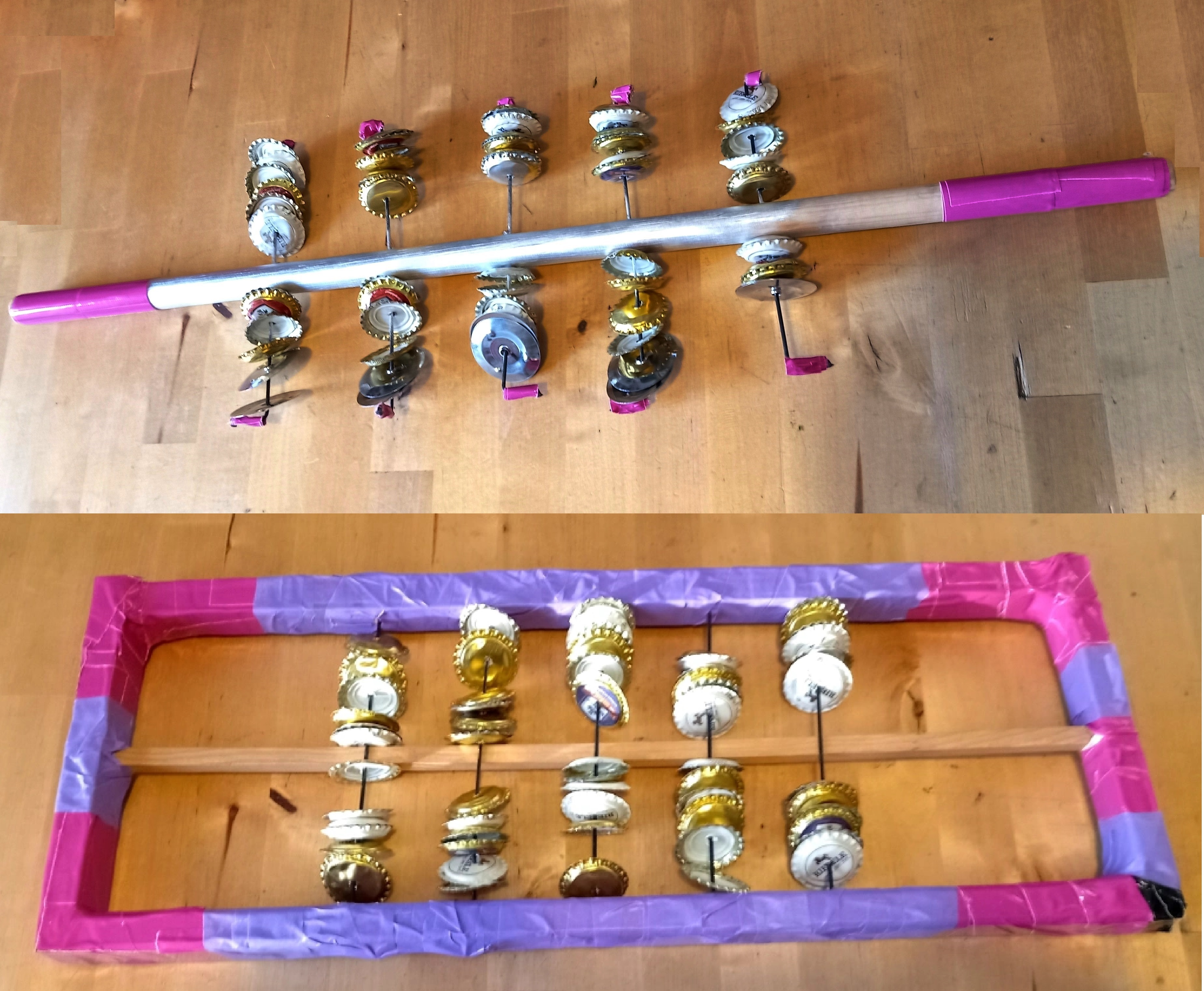
Selbst gebaute Chocalhos mit Fahrradspeichen und bearbeiteten Kronkorken

Als Shaker werden Chocalho eingesetzt, vor allem in der Bauform „rocar“. Die Rasselkörper werden durch Schütteln, schnelles Drehen oder Schlagen gegeneinander geschleudert werden und bringen dadurch ein prasselndes Geräusch hervor. Auch Ganzás (Rasseln in einer Röhre) kommen zum Einsatz.

### Repinique
Die Repinique ist eine kleine Trommel aus der brasilianischen Perkussion.

### Caixa/Snare
Die Caixa (Ca-Sha) ist etwas kleiner als die Snare eines Drum-Sets. Snares aus Drum-Kits werden oft aus Kostengründen verwendet, da sie leichter (gebraucht) verfügbar sind.

### Surdo
Die Surdo-Trommel ist einer der wichtigsten Schlaginstrumente der Gruppe. Sie liefert die rhythmische Basis des Stücks.

## Majestrieren
Eine Person führt mittels Trillerpfeife und Handzeichen die Band, in dem sie die Tunes, Breaks und andere Elemente wie Lautstärke und Geschwindigkeit anzeigt. Dies wird „majestrieren“ genannt, ähnlich dem Dirigieren eines Orchesters. Ein Maestro oder eine Maestra ist ein Musiker bzw. Lehrer in der Musik.
Einige Bands bezeichnen die Position alternativ als „whistle“ (engl. für Pfeife)
Der/die Majestrierende blickt immer auf die Musiker, läuft also rückwärts, sobald die Band laufend spielt. Aus Sicherheitsgründen (Stolpern/Hindernisse) führt oft eine zweite Person die majestrierende Person.
Für die RoR-Tunes steht ein Notenheft zur Verfügung, das über die RoR-Website verlinkt ist.

## Pink und Silber als RoR-Farben
Pink und Silber als Farbkombination für Proteste entstand aus der „Reclaim the Streets“ (RTS)-Bewegung, die sich antikapitalistisch gegen die Automobilkultur einsetzt. Die Aktionen wurden als teils Rave, teils Festival, teils Straßentheater und teils Demonstration beschrieben. Dabei treten Samba-Bands auf, anstelle der Nutzung von Soundsystemen, die von der Polizei leicht abgestellt werden können.
Pink und Silber dienen dazu, sich von anderen Gruppen wie dem Schwarzen Block, den sozialistischen und linken Gruppen (deren roter Banner usw.) zu unterscheiden, und von den dunklen militaristischen Uniformen der Polizei. Pink und Silber kommen außerdem in keinen Nationalfarben-/fahnen vor. Auch die Queer-Bewegung nutzt Rosa und Silber als farbliche Ausdrucksform.

## Taktische Frivolität
Das Konzept „Taktische Frivolität“ ist eine Form des öffentlichen Protests. Taktisch-frivole Demo-Blöcke, oft mit „Pink“- und/oder „Silber“-Kleidung, nutzen Trommeln, Samba, Tanz, Cheerleading, Clowns und Feen, um bei Straßenprotesten eine Atmosphäre der Festlichkeit und des Humors zu schaffen. Taktische Frivolität wird oft als ein Raum beschrieben, der in der Lücke zwischen Unterwerfung und gewaltsamer Konfrontation liegt. Diese Strategie zielt darauf ab, die klassischen Konfrontationstaktiken von Demonstranten und Polizei zu entkräften und Polizeigewalt entgegenzuwirken.

## Trivia
- „Rhythms of Resistance“ ist der Name der Band/Gruppe der Musikerin Naïssam Jalal.
- „Rhythm Of Resistance“ ist der Name eines Dokumentarfilms über die Rolle von Musik im Leben schwarzer Südafrikaner unter dem Apartheid-Regime.[21]